# Johann Friedrich Steffenhagen
Johann Friedrich Steffenhagen, lettisch Johans Frīdrihs Štefenhāgens, (* 4. März 1744 auf Rügen; † 29. Januarjul. / 10. Februar 1812greg. in Mitau) war ein deutschbaltischer Drucker. Auf ihn geht die Druckerei Johann Friedrich Steffenhagen und Sohn zurück.

## Leben
Von Beruf war er Barbier und Chirurg. Ab 1762 lebte Steffenhagen in Mitau. Nach einem geglückten Aderlass wollte ihm der Herzog die Ausbildung zum medizinischen Doktor finanzieren, er wandte sich jedoch dem Buchdruck zu. 1769 heiratete er Anna Maria Liedtke, die Witwe des kurländischen hochfürstlichen Hofbuchdruckers Christian Liedtke. Als Mitgift erhielt Steffenhagen das Druckhaus und wurde zum Buchdrucker des Herzogs von Kurland und Semgallen mit allen Privilegien seines Vorgängers.
1781 erhielt er ein Diplom der Königsberger Buchdrucker-Sozietät. Von 1796 bis 1812 war Steffenhagen Typograph der Regierung des Gouvernements Kurland.